# Hello yellow Velodrom

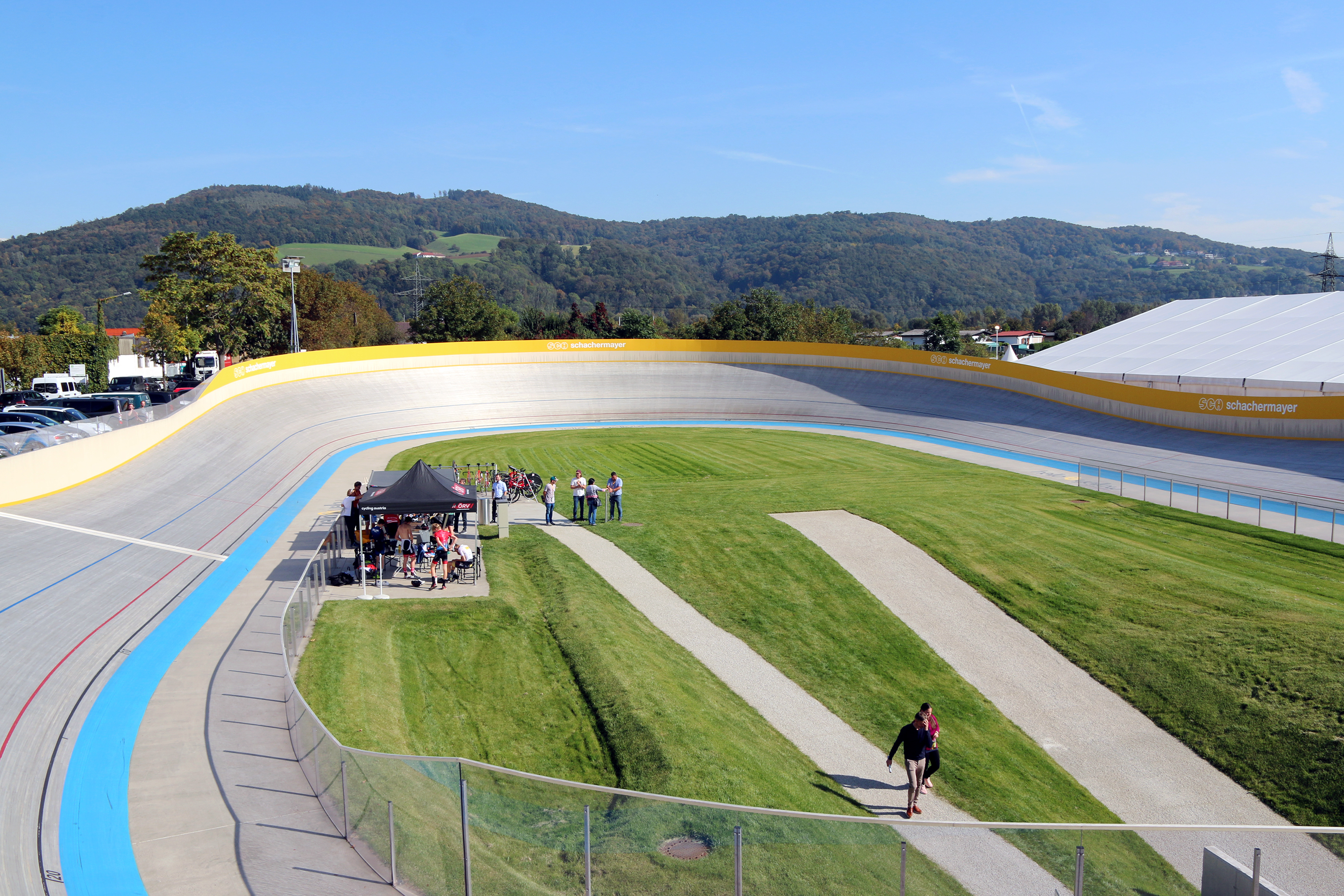
Das hello yellow Velodrom im Oktober 2022

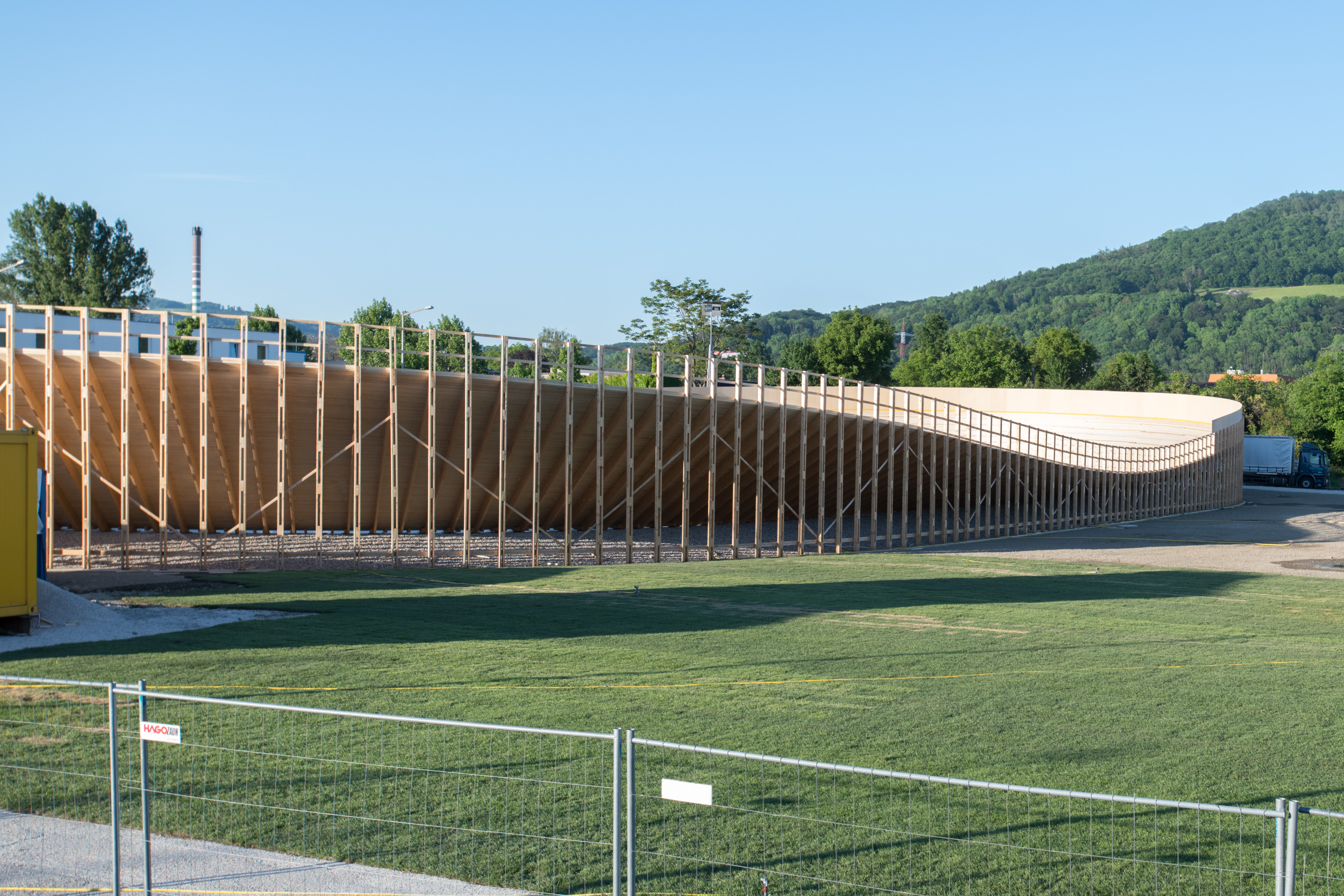
Errichtung des Velodroms (Mai 2022)

Das hello yellow Velodrom ist eine offene Radrennbahn in Linz.

## Geschichte
2019 ließ der Unternehmer Gerd Schachermayer in Linz einen Pumptrack erbauen. Anschließend ließ er neben dieser Mountainbike-Strecke auf der Schachermayer-Werkssportanlage eine Radrennbahn planen. Der Bau begann im September 2021, die Bahn wurde Anfang Juli 2022 eröffnet. Nach dem Abriss des Ferry-Dusika-Hallenstadions in Wien ist sie die einzige Radrennbahn Österreichs. Es ist das erste Velodrom in Linz nach über 100 Jahren. Ende des 19. und Anfang des 20. Jahrhunderts wurden dort an die zehn Radbahnen betrieben.
Die bauliche Umsetzung der Bahn erfolgte durch das deutsche Unternehmen Velotrack, das vom Weltradsportverband UCI als Partner zertifiziert ist.
Die Bahn des hello yellow Velodrom besteht aus acetyliertem Holz. Sie hat eine Länge von 200 Metern bei einer Breite von circa sechs Metern.
Für den Bau einer Radrennbahn in Linz hatte sich seit 2015 der Verein Velodrom Linz engagiert. Der Vorsitzende des Vereins Johannes Staudinger absolvierte 2018 eine 5000 Kilometer lange Tour mit dem Fahrrad zu 20 Radrennbahnen in Europa, um für dieses Projekt zu werben.